# ماغي ادمون
ماغي ادمون (بالإنجليزية: Maggie Edmond)‏ هي مهندسة معمارية أسترالية، ولدت في 1946.